# Barbara Harris (évêque)
Ne doit pas être confondu avec Barbara Harris.
Pour les articles homonymes, voir Harris.
Barbara Clementine Harris, née le 12 juin 1930 à Philadelphie et morte le 13 mars 2020 à Lincoln (Massachusetts), est une militante américaine des droits civiques devenue évêque de l'Église épiscopalienne des États-Unis. Elle est la première femme ordonnée à cette fonction au sein de la Communion anglicane. Elle est élue évêque suffragante du diocèse épiscopal du Massachusetts en 1988 et consacrée en 1989. Elle prend sa retraite en 2003.

## Biographie

### Formation
Barbara Harris est l'une des trois enfants d'une famille afro-américaine, elle est la fille de Walter Harris, un métallurgiste, et de Beatrice Waneidah Price, une pianiste classique qui est également l'organiste et la chef de chœur de l'église du quartier. . Elle étudie à la Philadelphia High School for Girls (en) (promotion 1948). En parallèle, elle tient la chronique hebdomadaire « High School Notes by Bobbi » dans le journal afro-américain Pittsburgh Courier.
Lors de son adolescence, elle crée un groupe de jeunes au sein de l'église St. Barnabas du quartier de Germantown à Philadelphie.
Après ses études études secondaires qu'elle achève en 1948, elle est acceptée à la Charles Morris Price School of Advertising and Journalism (École de publicité et de journalisme Charles Morris Price) de Philadelphie, d'où elle sort diplômée en 1950. Elle étudie également à l'université Villanova, dans une formation théologique à Sheffield (Angleterre) ainsi qu'à la Pennsylvania Foundation for Pastoral Counseling.

### Carrière professionnelle
Elle travaille d'abord chez Joseph V. Bakers, une société de relations publiques afro-américaine. Elle est alors amenée à voyager à travers les États-Unis pour rencontrer des clients. Elle devient plus tard responsable des relations publiques de la Sun Oil Company.

### La militante
Dans les années 1960, elle s'implique dans le mouvement américain des droits civiques, participant notamment à la marche de Selma à Montgomery (1965) conduite par Martin Luther King,,. Elle passe aussi ses vacances d'été à enregistrer les citoyens noirs sur les listes électorales à Greenville (Mississippi). A posteriori, elle minimise les risques pris à l'époque, commentant seulement : « Tout le monde était en danger ».
Au long de sa carrière, elle se fait connaître pour ses opinions libérales et son franc-parler. Dès 1989, elle plaide pour les droits des homosexuels et dénonce le racisme et le sexisme au sein de l'Église épiscopale.

#### Prêtre
Elle fréquente pendant de nombreuses années la Church of the Advocate (en), dans le nord de Philadelphie. Elle sert comme acolyte dans un service au sein duquel onze femmes désormais connues comme les « Philadelphia Eleven (en) » sont ordonnées prêtres de l'Église épiscopale en 1974. Ces ordinations de femmes, controversées et débattues au sein de l'Église épiscopale, sont finalement officiellement reconnues.
Barbara Harris se sent elle aussi appelée à exercer une mission religieuse. Le recteur de la Church of the Advocate, Paul Washington (en), la recommande alors à l'évêque de Pennsylvanie Lyman Ogilby (en) comme candidate à l'ordination. Ce dernier la fait diacre en 1979 puis prêtre en 1980. Elle a alors cinquante ans.
De 1980 à 1984, elle est responsable de l'église St. Augustine of Hippo de Norristown (Pennsylvanie). Elle est également aumônière dans les prisons du comté de Philadelphie et conseille des sociétés industrielles pour des questions sociales et de politique publique. En 1984, elle est nommée directrice exécutive de l'Episcopal Church Publishing Company et responsable du magazine The Witness, une publication progressiste (féministe, pro-LGBT, anti-nucléaire ou encore écologiste). En 1988, elle devient rectrice intérimaire de la Church of the Advocate.

#### Évêque
Barbara Harris est élue évêque suffragante du diocèse épiscopal du Massachusetts le 24 septembre 1988, lors d'une convention spéciale des délégués diocésains. Son élection est controversée, en partie parce qu'elle était divorcée et n'avait pas étudié au séminaire. Ses opinions progressistes lui sont aussi reprochées. Elle est la première femme à être élue à la fonction d'évêque, non seulement dans l'Église épiscopalienne des États-Unis, mais dans toute la Communion anglicane. Certains membres de l'Église estiment qu'il n'est pas approprié d'élever une femme à ce poste, d'autres craignant que son élection ne nuise aux relations avec la Communion anglicane dans son ensemble. Des épiscopaliens conservateurs créent alors une organisation indépendante, l'Episcopal Synod of America. Néanmoins, Barbara Harris dispose de nombreux partisans. Sur la polémique liée à son élection, elle a déclaré : « La tentation à laquelle nous sommes tous confrontés est de jouer la prudence ; ne prenez pas de risques ; ne faites pas de vagues. Si Jésus avait joué la sécurité, nous ne serions pas en sécurité. Je ne serais pas ici aujourd'hui, vêtue de rochet et de chimere (en) et portant une croix pectorale ».
Elle est consacrée le 11 février 1989. Huit mille personnes assistent à la cérémonie, qui a lieu au Hynes Convention Center de Boston. Soixante évêques y participent, de même que 1200 dignitaires et membres du clergé ainsi que quatre chorales. L'évènement, qui dure trois heures, est diffusé en direct à la télévision.
Première femme et première afro-américaine ordonnée évêque, elle reçoit des menaces de mort et des messages obscènes. Bien qu'incitée à porter un gilet pare-balles lors de son ordination, elle refuse. Un contingent de la police de Boston est néanmoins présent.
Elle occupe cette fonction pendant treize ans dans le diocèse épiscopal du Massachusetts, qui compte 98 000 membres. Elle prend sa retraite en 2003. Une autre femme afro-américaine lui succède alors, Gayle Harris (en). Elle sert ensuite, jusqu'en 2007, comme évêque assistante dans le diocèse épiscopal de Washington, D.C.. Elle est aussi présidente de l'Episcopal Church Publishing Company.

### Fin et de vie et mort
En 2010, Barbara Harris subit un accident vasculaire cérébral. Elle semble s'être complètement rétablie et prêche lors d'une cérémonie œcuménique au Tabernacle historique d'Oak Bluffs (Massachusetts), le 5 septembre de la même année. Elle meurt le 13 mars 2020, à l'âge de 89 ans.

## Hommage
Le Barbara C. Harris Camp & Conference Center, situé à Greenfield (New Hampshire), est nommé en son honneur. Il ouvre en 2003.